# Station Momoyama
Station Momoyama (桃山駅, Momoyama-eki) is een spoorwegstation in de wijk Fushimi-ku in de Japanse stad  Kyoto. Het wordt aangedaan door de JR Kioto-lijn. Het station heeft drie sporen (waarvan één passeerspoor), gelegen aan twee zijperrons.

## Treindienst

### JR West
| 1 | ■ Nara-lijn | richting Kioto             |
| 2 | ■ Nara-lijn | passeerspoor               |
| 3 | ■ Nara-lijn | richting Uji, Kizu en Nara |

## Geschiedenis
Het station werd in 1895 geopend. In 1935 werd er een nieuw station gebouwd.

## Stationsomgeving
- Graf van keizer Meiji
- Nogi-schrijn
- Gokōnomiya-schrijn
- Zenkō-tempel
- Hōen-tempel
- Matsumoto-brouwerij (sake)
- Kizakura Kappa Country (attractiepark)
- FamilyMart

Kioto · Tōfukuji · Inari · JR Fujinomori · Momoyama · Rokujizō · Kohata · Ōbaku · Uji · JR Ogura · Shinden · Jōyō · Nagaike · Yamashiro-Aodani · Yamashiro-Taga · Tamamizu · Tanakura · Kamikoma · Kizu (Narayama · Nara)